# Фаустина Ковалска
Мария Фаустина Ковалска, по-известна като Света Фаустина и родена като Хелена Ковалска (на полски: Maria Faustyna Kowalska, Święta Faustyna, Helena Kowalska) е полска монахиня и мистичка, почитана от римокатолическата църква като светица.

## Жизнен път
Мария Фаустина Ковалска е родена на 25 август 1905 г. в село Глоговец, близо до град Ленчица. Тя е третото поред от десетте деца в семейството на бедни и набожни селяни. При кръщението си получава името Хелена. Посещава училище само няколко години. Шестнадесетгодишна е принудена да напусне родния дом, за да работи като прислужница в град Александров, близо до Лодз, и така да се издържа и да подпомага родителите си. На 1 август 1925 г. тя прекрачва прага на клаузурата в Конгрегацията на Божията майка на милосърдието във Варшава, получава името Мария Фаустина и след необходимото време за подготовка полага вечни обети. Работи в няколко къщи на ордена – най-дълго в Краков, Плоцк и Вилнюс като готвачка, градинарка и портиерка. Умира едва 33-годишна, на 5 октомври 1938 г. Първоначално е погребана в манастирското гробище в Краков-Лагевники, а по време на информационния процес през 1966 г. тленните ѝ останки са преместени в параклиса на манастира. На 18 април 1993 г. папа Йоан Павел II провъзгласява сестра Фаустина за блажена, а на 30 април 2000 г. – за светица. Днес св. Фаустина е известна в цял свят като посланичка на Божието Милосърдие и е причислена от теолозите към най-значителните мистици на Църквата.

## Дневникът на Фаустина
Мария Ковалска води дневник. Според нея така ще изпълни поръчението на Господ да записва всичко, което той ѝ казва при явленията си, както и нареждането на изповедниците си, отец проф. Михал Сопочко и отец Юзеф Андраш SI. Целият текст на ръкописите обхваща шест тетрадки, които след смъртта на сестра Фаустина са съхранявани грижливо в конгрегацията. Дневникът на св. Фаустина е преведен на много езици – английски, френски, немски, италиански, испански, португалски, арабски, руски, унгарски, чешки, словашки.
В дневника Фаустина споделя: „На седемгодишна възраст почувствах решетелния повик на Бог и чух за пръв път в сърцето си неговия глас“.
На 18 години тя настоява пред родителите си да ѝ позволят да влезе в манастир, но те категорично отказват. Един ден, по време на бал, на който тя отива с една от сестрите си, Исус ѝ се явява с изтерзан вид, покрит с рани, разголен. Той ѝ отправя следния упрек:„ Докога ще трябва да те понасям и докога ти ще ме разочароваш?" Миг след това Фаустина напуска бала и отива в катедралата „Св. Станислас Костка". Късно е и катедралата е празна. Фаустина се простира на земята и умолява Бога да ѝ каже какво трябва да направи. Изведнъж чува следните думи: „Тръгни веднага за Варшава и там ще влезеш в манастир“. Фаустина се прибира и се приготвя да напусне бащиния дом. Споделя със сестра си какво ѝ се е случило и я помолва да каже сбогом на родителите ѝ, после, с една-единствена рокля и без никакви вещи пристига във Варшава. Слизайки от влака, я обхваща страх. Какво да прави сега? Към кого да се обърне за помощ като не познава никого? Решава да се помоли на Богородица с думите: „Света майко, води ме, упътвай ме!“
В този момент чува в сърцето си, че трябва да напусне града и да отиде в едно близко село, където да прекара нощта на сигурно място, което Фаустина прави. На следващия ден тя се връща във Варшава и влиза в първата срещната църква, където се моли, за да узнае Божията воля. Службите се следват, по време на една от тях тя чува думите:„ Отиди при този свещеник и му кажи всичко, той ще ти каже какво да направиш!" Свещеникът първо е изненадан, но ѝ казва да не се притеснява, Бог ще нареди нещата според волята си. Той я настанява в дома на една набожна жена, която я приема сърдечно. Фаустина почва да търси манастир, но никъде не я приемат. Най-сетне една врата се отваря и наставницата изслушва девойката, после ѝ казва:„Отиди при Господаря на дома да попиташ дали те приема!" Фаустина се отправя към параклиса и се обръща към Исус с думите: „Господарю на този дам, приемаш ли ме?“ Веднага получава отговор: „Приемам те, ти си в сърцето ми“ (Дневник, 14).

## Иконата на Божието Милосърдие
На 22 февруари 1931 г. Исус се явява на Фаустина, облечен в бяла одежда и ѝ заповядва:„ Нарисувай икона според това, което виждаш, с надпис „Исусе, уповавам се на Тебе. Желая тази икона да бъде почитана, първо във вашия параклис, а после по целия свят. Обещавам, че душата, която почита тази икона, няма да се погуби. Обещавам също победа над враговете ѝ още тук на земята и особено в часа на смъртта. Лично аз ще я браня като собствената си слава“ (Дневник, 47). Фаустина споделя това с изповедника си, който ѝ казва, че това видение засяга само нея. Той я съветва да нарисува иконата в собствената си душа. Но излизайки от изповедалнята, Фаустина чува следните думи: „Образът ми е в душата ти. Желая да се установи ден на Милосърдието. Искам иконата, която ти ще нарисуваш с четка, да бъде тържествено благословена в първата неделя след Великден, тази неделя трябва да стане празник на Божието Милосърдие. Желая свещениците да проповядват моето велико милосърдие към грешните души. Нека нито един грешник не се страхува да се доближи до Мен“ (Дневник, 50). Исус настоява пред Фаустина:„Нито една душа няма да бъде оправдана (разб. в смъртния час), ако не се уповава на моето милосърдие, ето защо първата неделя след Великден трябва да бъде празникът на Божието Милосърдие и свещениците трябва да говорят в този ден за моето велико Милосърдие. Кажи на изповедника си, че тази икона трябва да бъде изложена в църквата, а не в параклиса на вашия манастир. Чрез тази икона ще раздам много милости на душите, затова всяка душа трябва да има достъп до нея“ (Дневник, 570).
Иконата на Божието Милосърдие изобразява Исус, облечен в бяла туника, едната му ръка е вдигната за благословия, а другата докосва гърдите на мястото, където го е проболо копието. От това място излизат два лъча, единият червен, другият блед. На въпроса какво означават тези лъчи, Исус отговаря: „Тези лъчи означават Кръвта и Водата – бледият лъч изобразява водата, която оправдава душите; червеният лъч означава кръвта, която е животът на душите… Тези два лъча бликнаха от недрата на моето милосърдие в момента, в който, агонизиращ на кръста, сърцето ми бе прободено с копието. Тези лъчи предпазват душите от гнева на Отца. Блажен този, който живее в сянката им, защото справедливата ръка на Бог-Отец няма да го достигне“ (Дневник, 299).
Тъй като Фаустина се счита неспособна да нарисува тази икона, манастирът наема художник за тази цел. Днес съществуват няколко икони на Божието милосърдие, като най-известната е на Хиля.

## Празникът на Божието Милосърдие
Денят на Божието Милосърдие се чества днес в католическите църкви по целия свят. Исус обещава на тези, които вземат тържествено участие, много милости: „На този ден недрата на моето милосърдие са отворени, изливам море от благодати върху душите, които се приближат до извора на Моето Милосърдие; всяка душа, която се изповяда и приеме Светото причастие, ще получи пълно опрощение на греховете си и отмяна на тяхното наказание.(…) Нека никоя душа не се страхува да се доближи до мен, дори греховете ѝ да са като пурпур“ (Дневник, 699).

## Броеницата на Божието Милосърдие
На 13 септември 1935 г. Фаустина има ужасяващо видение за Ангела на Божия гняв, който разрушава някои места от планетата. Тя почва да моли ангела да престане да наказва хората, но нейната молитва не успява да укроти Божия гняв. В този момент ѝ идват следните думи: „Предвечни Отче, поднасям Ти Тялото и Кръвта, Душата и Божеството на Твоя възлюбен син, Нашият Господ Исус Христос, за опрощение на нашите грехове и греховете на целия свят. Заради Неговите мъчителни страдания, смили се над нас и над целия свят“ (Дневник, 475).
На следващия ден, влизайки в параклиса, тя чува: „Всеки път, когато влезеш тук, рецитирай първо молитвата, на която те научих вчера. Тази молитва служи за укротяване на моя гняв, ти ще я казваш девет дни поред, с помощта на броеница…“

### Броеница на Бозието милосърие
1/ „Отче наш“
2/ „Радвай се, благодатна Марийо“
3/ „Символа на вярата Вярвам в Бога“
Рецитират се пет пъти следните молитви:
1/Веднъж: „Предвечни Отче, поднасям Ти Тялото и Кръвта, Душата и Божеството на Твоя възлюбен син, Нашият Господ Исус Христос, за опрощение на нашите грехове и греховете на целия свят“.
2/Десет пъти: „Заради Неговите мъчителни страдания, смили се над нас и над целия свят“.
3/Три пъти: „Свети Боже, Свети Крепки, Свети Безсмъртни, смили се над нас и над целия свят“. (Дневник, 476)
Обещания на Исус на всички, които рецитират броеницата:„ Дъще, насърчавай душите да казват броеницата, която ти дадох. Искам да им дам всичко, което ми поискат с нея. Когато закоравели грешници я рецитират, ще изпълня душата им с мир и смъртният им час ще е щастлив. Пиши следното за натъжените души: Когато душата види греховете си и прецени тежестта им, когато се открие пред очите ѝ бездната на мизерията, в която е потънала, да не се отчайва, а да се хвърли с доверие в обятията на моето милосърдие, като дете в ръцете на обичната си майка. Тези души са с предимство в милостивото ми сърце, те имат предимството на моето милосърдие. Кажи им, че нито една душа, която се е уповала на моето милосърдие, не е била разочарована, нито е изпитала срам… Пиши: „Ако броеницата се рецитира в близост до агонизиращ, ще застана между Отца и агонизиращата душа, но не като справедлив Съдия, а като милосърден Спасител“ (Дневник, 1541).

## Обещания и предупреждения на Исус към грешниците
„Аз съм три пъти свят и изпитвам отвращение към най-малкия грях. Не мога да обичам душа, измърсена в грях, но когато тя се покае, няма граници на моята щедрост към нея. Моето милосърдие я обгръща и я оправдава. Преследвам грешниците с милосърдието си по всичките им пътища и сърцето ми ликува, когато те се завърнат към мен. Забравям горчивините, с които напояват сърцето ми, и се радвам на тяхното завръщане. Кажи на грешниците, че никой няма да убегне от ръката ми. Ако избягват милосърдното ми сърце, ще попаднат измежду ръцете на съда ми. Кажи на грешниците, че постоянно ги чакам, слушам внимателно пулсирането на сърцата им, когато те бият за мен. Пиши, че им говоря чрез угризенията на съвестта им, чрез несполуките и страданията, чрез бурята и градушката; че им говоря чрез гласа на църквата и, ако провалят милостите ми, почвам да се гневя срещу тях, изоставяйки ги на тях самите, давам им това, което желаят“ (Дневник, 1728).
„ Душите, които разпространяват почитането на моето милосърдие, Аз ги пазя през целия им живот като нежна майка бебето си и в смъртния им час Аз няма да бъда за тях Съдия, а милостив Спасител. В последния си час душата може да разчита единствено на моето милосърдие. Блажена душата, която през целия си живот се е потапяла в извора на милосърдието, тъй като съдът няма да я достигне.(…) Ох, колко болезнено ме наранява невярата в моята доброта! Греховете на недоверието са тези, които ме нараняват най-болезнено.“
„Душите се погубват въпреки горчивите ми страдания (разб. на кръста). Давам им последен шанс за спасение, това е празникът на моето милосърдие. Ако не възлюбят моето милосърдие, те ще загинат завинаги. Секретарке на моето Милосърдие, пиши, говори на душите за моето велико милосърдие, пиши, говори на душите за моето милосърдие, защото страшният ден, денят на моя Съд е близък“ (Дневник, 965).
„Дъще, напиши следните думи: Всички души, които почитат моето милосърдие и разпространяват неговата слава, поощрявайки душите да имат упование в моето милосърдие, тези души няма да изпитат ужаса на смъртния час. Моето Милосърдие ще ги закриля по време на тази последна битка…“ (Дневник, 1540)

## Наставление на Света Богородица
На 25 март 1936 г., по време на утринната медитация, Фаустина се чувства изведнъж обгърната по особен начин от Божието присъствие, виждайки безкрайното величие на Бог и същевременно неговото принизяване към творението. Изведнъж тя вижда Божията Майка, която ѝ казва:„ О, колко душата, която следва вярно дъха на милостта, е приятна на Бога! Аз дадох на света Спасителя, а ти трябва да му говориш за Неговото велико милосърдие и да го подготвиш за Второто Пришествие на Този, който ще дойде не като милостив Спасител, а като справедлив съдия. Ох, колко ужасен ще е този ден! Денят на Съда е вече решен, денят на Божия Гняв и ангелите треперят пред него. Говори на душите за това велико милосърдие, докато сме още във времето на милосърдието; ако мълчиш сега, ти ще отговаряш в този ужасен ден за многобройни души. Не се страхувай от нищо, бъди вярна докрай, Аз ти съчувствам“ (Дневник,635).

## Посещение на Чистилището
Още в началото на монашеския си живот Фаустина се разболява. Наставницата ѝ я изпраща с две други монахини на почивка в Сколимов, недалеч от Варшава. Тя разказва: „Тогава попитах Господ Исус за кого трябва да се моля. Той ми отговори, че на следващия ден ще ме накара да разбера за кого да се моля.“ Разказът на Фаустина продължава така: „Видях моя Ангел Пазител, който ми заповяда да го следвам. Изведнъж попаднах в едно мъгливо място изпълнено с пламъци и там имаше множество страдащи души. Тези души се молят горещо, но без резултат за тях самите, само ние можем да им помогнем с молитвите си. Пламъците, които ги горяха, не ме докосваха. Моят Ангел Пазител не ме напускаше и за миг. Попитах тези души кое е най-голямото им страдание. Те единодушно ми отговориха, че това е носталгията по Бог. Видях Света Богородица да посещава душите. Тя им носи облекчение. Исках още да говоря с душите, но Ангелът ми даде сигнал за тръгване. Ние излязохме от този болезнен затвор. В сърцето си чух глас, който ми каза: „Моето милосърдие не иска това, но справедливостта го изисква.“ От този момент съм тясно свързана със страдащите души от чистилището“ (Дневник,20)

## Посещение на Ада
Бог позволява на Фаустина да посети ада, за да предупреди тези, които все още се съмняват в неговото съществуване. Това става през месец Октомври 1936 г. Фаустина описва преживяванията си така: „Днес бях в бездните на ада, придружена от един ангел. Това е място на големи мъчения и неговите размери са ужасно големи. Видове наказания, които видях: първото от тях е загубата на Бог; второто – постоянни угризения; третото – мъките ще са вечни; четвъртото наказание – това е огънят, който прониква в душата, без да я унищожи, защото този огън е чисто духовен, запален от Божия гняв; петото наказание – това е вечният мрак, една ужасна задушаваща смрад и въпреки мрака, демоните и погубените души се виждат и виждат греховете на всеки един, както и собствения си грях; шестото наказание – това е вечната компания на Сатана; седмото – едно ужасно отчаяние, омраза към Бога, проклятия, богохулства. Това са мъки, които всички души страдат заедно, но това не ги изчерпва. Има мъчения, които се отнасят само за някои от тях, това са тези на сетивата. Всяка душа е измъчвана по неописуем начин според това, в което се изразяват греховете ѝ. Съществуват ужасни килии, бездни на мъчения, където всяко от тях се различава от другите; бих умряла при вида на тези ужасни страдания, ако Бог не ми бе дал сили да понеса това. Нека всеки грешник знае: ще бъде вечно измъчван чрез сетивата, с които е грешил. Пиша това по заповед на Бог, така че нито една душа да не може да се извини, настоявайки че не съществува ад или че никой не го е виждал и не знае как изглежда.
Аз, сестра Фаустина, по Божия воля, бях в бездната на ада, за да говоря на душите и да свидетелствам, че той съществува (Дневник,741).